# Cruriraja durbanensis
Cruriraja durbanensis es una especie de pez de la familia de los Rajidae en el orden de los Rajiformes.

## Morfología
Los machos pueden llegar a alcanzar los 23 cm de longitud total y las hembras 31.

## Reproducción
Es ovíparo y las hembras ponen huevos envueltos en una cápsula córnea.

## Hábitat
Es un pez de mar y de aguas profundas que vive hasta los 859 m de profundidad.

## Distribución geográfica
Se encuentra en el Océano Atlántico suroriental: frente a las costas de Puerto Nolloth (Sudáfrica ). 

## Observaciones
Es inofensivo para los humanos. 